# Lactarius scrobiculatus
Lactarius scrobiculatus es una especie de hongo basidiomiceto de la familia Russulaceae. Crece en bosques de coníferas de zonas montañosas, y su seta, o cuerpo fructífero, aflora de verano a otoño. Su basónimo es Agaricus scrobiculatus Scop. 1772. El epíteto específico, scrobiculatus, significa "provisto de pequeñas fosas". La carne de la seta de este hongo no se considera comestible por su sabor picante. Se piensa que su consumo puede causar intoxicaciones.

## Descripción
Su seta presenta un sombrero de entre 10 y 20 centímetros de diámetro, pudiendo alcanzar los 30 centímetros. La cutícula es de textura afieltrada, lisa en el centro y presenta varios tonos amarillentos, con zonas concéntricas. En ejemplares jóvenes el sombrero tiene forma convexa, y se abre conforme madura hasta aplanarse y finalmente embudarse. El borde queda enrollado, siendo más patente en setas jóvenes. El pie es de color blanco, hueco, duro y con pequeños orificios amarillos. Mide entre 4 y 6 centímetros de altura y entre 1,5 y 3,5 centímetros de ancho. Su carne es dura y toma un color amarillo azufre cuando es cortada. Tiene un olor afrutado y un sabor muy acre. El látex que desprende es blanco, pero se torna del mismo color amarillo en contacto con el aire. Las láminas son decurrentes y se disponen apretadas. Son de color blanco, y con la madurez se vuelven de color amarillento cremoso. La esporada es de color ocre pálido.